# Friedemann Kessler (Pianist)

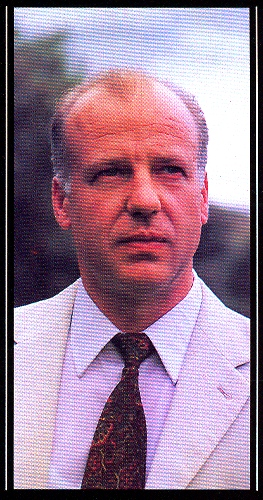
Friedemann Kessler

Friedemann Kessler (* 15. Juli 1949 in Heßheim, Rheinland-Pfalz) ist ein deutscher Pianist und Klavierpädagoge.

## Leben
Zusammen mit Elena Camarena als Klavierduo Camarena-Kessler gab er 1974 sein Debüt mit dem Konzert für zwei Klaviere und Orchester von Mozart im Teatro Degollado in Guadalajara in Mexiko. Insgesamt umfasst das Repertoire des Klavierduos u. a. das Duo-Gesamtwerk von Mozart, Schubert und Brahms. Darüber hinaus tritt Friedemann Kessler solistisch auf.